# Xã Burrows, Quận Platte, Nebraska
Xã Burrows (tiếng Anh: Burrows Township) là một xã thuộc quận Platte, tiểu bang Nebraska, Hoa Kỳ. Năm 2010, dân số của xã này là 244 người.